# Francisco Vieira Tosta

Armas do barão de Najé.

Francisco Vieira Tosta, primeiro e único barão de Najé, (Cachoeira, 1804 — Bahia, 17 de junho de 1872) foi um usineiro brasileiro, proprietário de vários engenhos de açúcar na região baiana, além de ter exercido cargos políticos como presidente da Câmara Municipal de Cachoeira.
Filho de Manuel Vieira Tosta e de Joana Maria da Natividade; era irmão de Manuel Vieira Tosta, marquês de Muritiba, e tio de Manuel Vieira Tosta Filho, segundo barão com grandeza de Muritiba.
Coronel-superior da Guarda Nacional, recebeu o grau de comendador das imperiais ordens da Rosa e de Cristo.